# Nintendo DSi
Nintendo DSi eller bare DSi er en 2. forbedret version af Nintendo DS. Denne DSi har blandt andet et kamera som, du kan tage billeder med og sjov i DSi Camera. Der er b.l.a. SD Card Slot i denne hvide / eller sorte håndholde konsol. Den nederste skærm bruges til touch (med pen). Den anden bruges til (selve spillet). DSi kan tage DS spillene, men ikke Gameboy advance spillene. DSi har 2 kameraer. En mellem de to skærme. Den anden er bag på skærm flappen, højest i højre hjørne (set fra billedets vinkel).  

## Tekniske specifikationer
- Størrelse:
- Bredde 137.0 mm
- Længde: 74.9 mm
- Højde: 18.9 mm

Vægt (inklusiv batteri og touch pennen)
- 214 Gram

Øverste skærm(diagonalt)
- 3.25 inches (diagonalt), transparent reflekterende TFT farve LCD

Baggrundsbelyst – 4 niveauer af lysstyrke display
Touch skærm(diagonalt)
- 3.25 inches (diagonalt), transparent reflekterende TFT farve LCD

Baggrundsbelyst – 4 niveauer af lysstyrke display
Energiforsyning og batteri
- Genopladelige lithium-ion-batteri

Energibesparende dvaletilstand 
AC adapter 
Minimal belysnings indstilling: 9-14 timer.
Lav belysnings indstilling: 8-12 timer.
Høj belysnings indstilling: 4-6 timer.
Maksimal belysnings instilling: 3-4 timer.
- Tiderne kan variere afhængigt af software

Indgange
- DS Card Slot
- SD Card Slot
- AC Adapter
- Stereohovedtelefoner/Mic